# کسی پاونی
کسی پاونی (انگلیسی: Cassie Powney؛ زادهٔ ۲۲ مهٔ ۱۹۸۳) هنرپیشه اهل انگلستان است. از فیلم‌هایی که در آن بازی کرده است، می‌توان به چیزی که یک دختر می‌خواهد اشاره کرد.

## زندگی شخصی
کسی خواهری دوقلو به نام کانی دارد که دو دقیقه از کسی بزرگ‌تر است.